# 高松市総合体育館

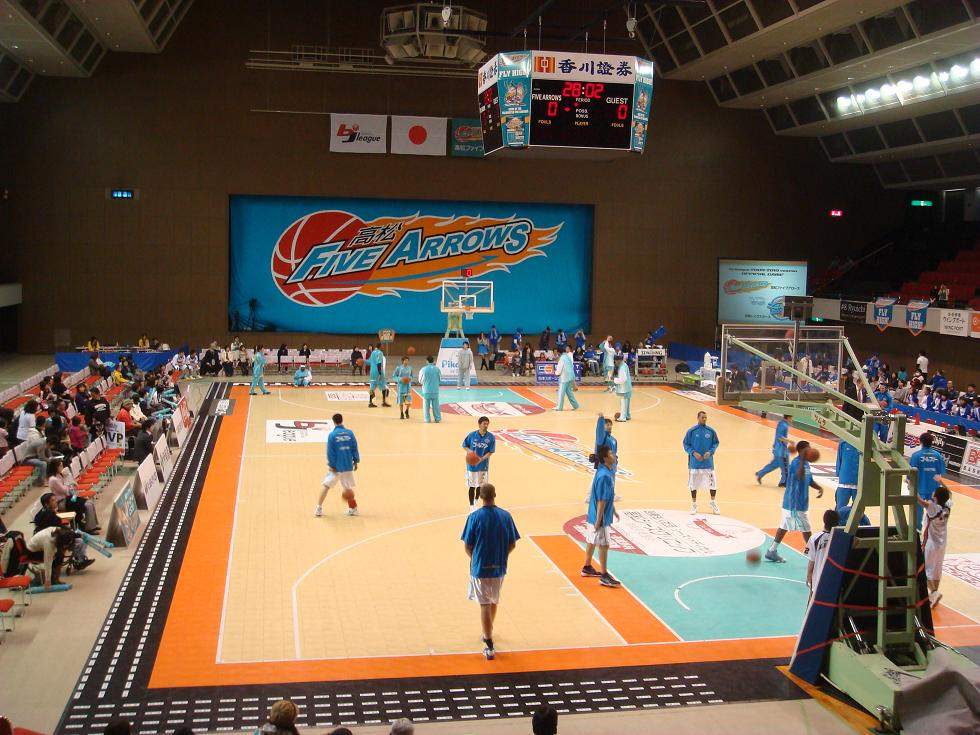
第1競技場

高松市総合体育館（たかまつしそうごうたいいくかん）は、香川県高松市福岡町四丁目にある体育館。1986年（昭和61年）10月31日に開設された地上4階地下1階のスポーツ施設である。

## 概要
1986年（昭和61年）に四国最大の体育館として開設。
国際大会や全国大会規模のスポーツ大会以外にも、以前は成人式やコンサートなど各種イベントにも使用されていた。かつては松任谷由実ライブが毎年開催されていた。
またプロレス会場としても全日本プロレス、新日本プロレスなどを中心に興行が打たれているアリーナでもある。
2006年よりB.LEAGUE・香川ファイブアローズの本拠地として使用されている。

## 施設概要
競技場
- 第1競技場 - フロア面積2,052m2 - 収容人員5,000人（2階観覧席2,000席、移動イス3,000席）
  - B.LEAGUE・香川ファイブアローズ主催試合の場合 - 収容人員2,258人（2階観覧席1,830席、移動イス428席）
- 第2競技場 - フロア面積1,008m2
- 第1武道場 - 場内10m×10m+四周1.5mが2面
- 第2武道場 - 場内50畳+場外70畳が2面
- 和弓場 - 近的28m、10人立、射場奥行10m
- アーチェリー場 - 近的30m、5人立
- 卓球場 - 卓球台5台

トレーニング室
会議室
- 第1会議室 - 面積25m2
- 第5・6・7会議室 - 面積126.81m2

駐車場
- 第一駐車場134台、第二駐車場90台[4]、有料だが体育館内で来館証明を受ければ2時間までは無料。東玄関前に障害者用無料駐車場2台。

## 開催された主な競技会・イベント
- バスケットボール
  - 高松ファイブアローズ→香川ファイブアローズホームゲーム　bjリーグ 2006-07シーズンより開催
  - 上海・高松国際プロバスケットボール親善大会 - 2008年5月10日に高松ファイブアローズと上海西洋シャークスが対戦し、95-85で高松が勝利。
  - WJBL公式戦
  - JBLスーパーリーグ公式戦
- バレーボール
  - プレミアリーグ公式戦
  - チャレンジリーグ公式戦（四国Eighty 8 Queenホームゲーム）
- 大相撲巡業・高松場所 - 2003年
- 東四国国体・体操競技 - 1993年

## アクセス
- 自動車 高松道・高松中央ICより北に約10分
- 鉄道　ことでん志度線沖松島駅より徒歩2分
- バス　ことでんバス屋島大橋線（行き先No.5）乗車、｢市立体育館前｣停留所下車